# Айала, Педро Лопес де
Пе́дро Ло́пес де Айа́ла (исп. Pedro López de Ayala; 1332, Витория-Гастейс, Королевство Кастилия — 1407, Калаорра, Королевство Наварра) — кастильский военный и культурный деятель, поэт и придворный хронист.

## Биография
Педро Лопес де Айала родился в кастильской дворянской семье, получил хорошее образование.
О его ранних годах ничего не известно. В 1359 году поступил на службу к королю Педро в должности капитана флота Кастилии, затем армейского капитана.
В годы междоусобицы в Кастилии встал на сторону Энрике II, командовал отрядом. 3 апреля 1367 года попал в плен во время битвы при Нахере. Благодаря Чёрному Принцу не был казнён и значительно возвысился после того, как Энрике II пришёл к власти.
С 1379 советник Хуана I. В 1379—1380 и 1395—1396 годах кастильский посланник при французском дворе. В битве при Алжубарроте (1385) попал в плен к португальцам; выкуплен в 1388. В 1398 году занял должность канцлера Кастилии. Умер в 1407 году.

## Произведения
Автор «Хроник» (Crónicas), излагающих современные ему события кастильской истории. Первая часть работы, охватывающая правление Педро I, была напечатана в Севилье в 1495 году. Полностью же труд был издан испанской королевской академией истории в 1779—1780 годы. Помимо этого, Педро Лопес де Айала написал «Дворцовые рифмы» (Rimado de Palacio) — острую и язвительную сатиру на средневековое общество. Переводил на испанский Григория Двоеслова, Боэция и Тита Ливия, Исидора Севильского и Джованни Боккаччо. Считается первым кастильским гуманистом.
Труд Libro de la caza de las aves, созданный в заключении, полностью посвящён соколиной охоте. В нём Педро Лопес де Айала собрал все свои знания о ловле добычи, а также об уходе за птицами.